# Vickleby temploma
A mintegy ezer éves múltra visszatekintő Vickleby templom a Resmo-Vickleby gyülekezet temploma Vickleby egyházközségben, Växjö egyházmegyében, Öland szigetén, Färjestaden településtől 12 kilométerre délre található. Közigazgatásilag Kalmar megyében Mörbylånga községhez tartozik.

## Története, az épület leírása
A kissé kiemelkedő helyen álló templom mellől jó kilátás nyílik a Kalmari-szorosra.
A templom főhajója az 1100-as években épült. A templom közelében álló paplak helyén már akkor is a pap lakása volt. A nagy torony az 1200-as években épült hozzá, ebben boltíves emeleti szintek vannak, amiket korábban többféle világi célra is használtak (átutazók elszállásolása, termények raktározása). A torony legfelső szintjéről lőrések nyílnak, ami egyértelműen a védelmi funkcióra utal.  
A templom középkori berendezésének legfontosabb emléke a keresztelőmedence, ami minden bizonnyal az 1100-as évekből származik. A rajta található domborművel erősen kopottak, mert a keresztelőmedencét 1778-ban díszként a kórus tetején helyezték el, kitéve az időjárás viszontagságainak. 1938-ban helyezték el azt újra a templom belsejében.
1778-ban a főhajót meghosszabbították és új kórussal egészítették ki. Ebből a korból származik a belső teret domináló kék festés, a berendezés stílusa a rokokó és a neoklasszicizmus lett.
Orgonát először az 1810-es években kapott a templom. A mai orgona szerkezete 1948-ban készült, de a külső borítása 1875-ből származik.

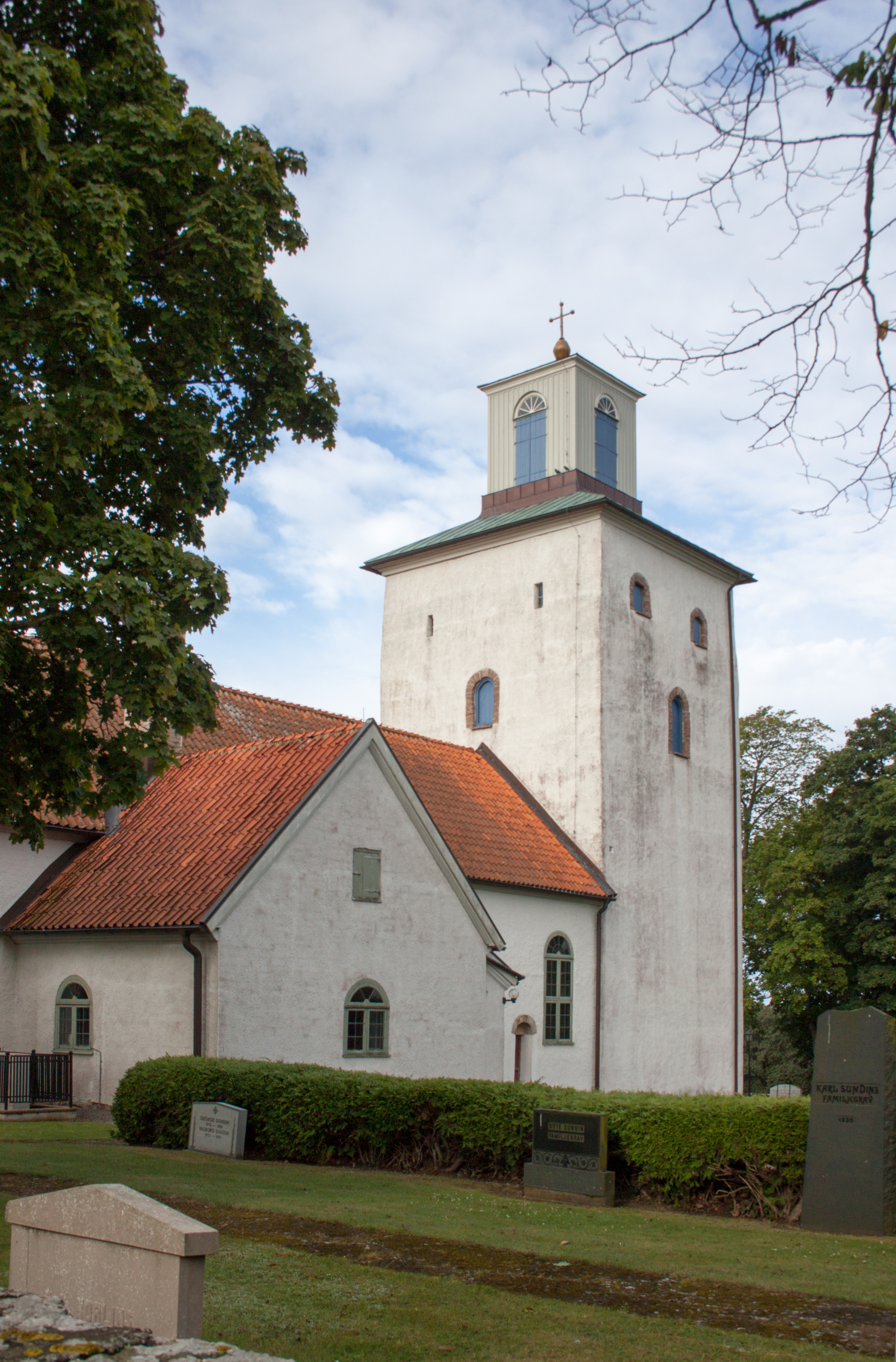
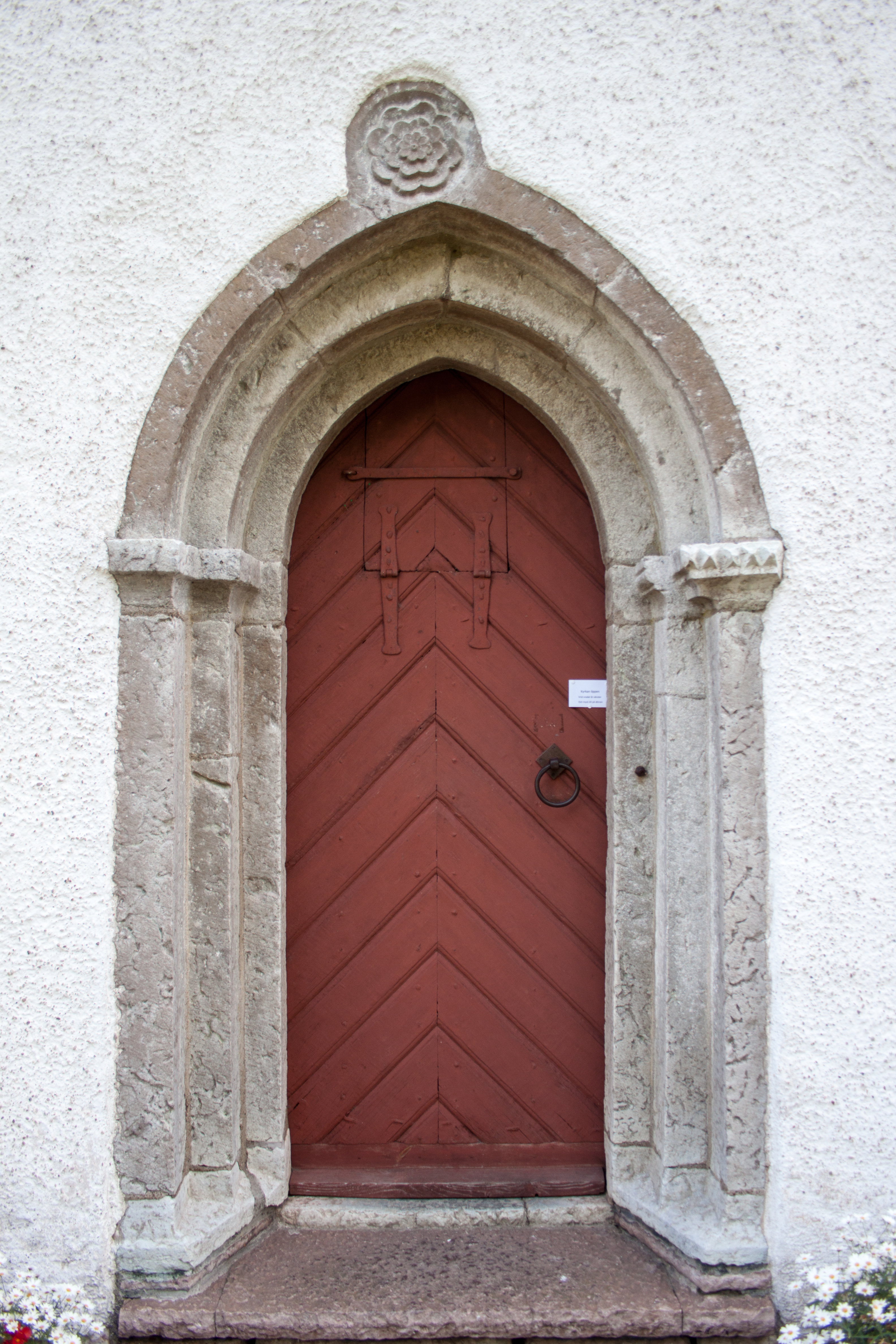
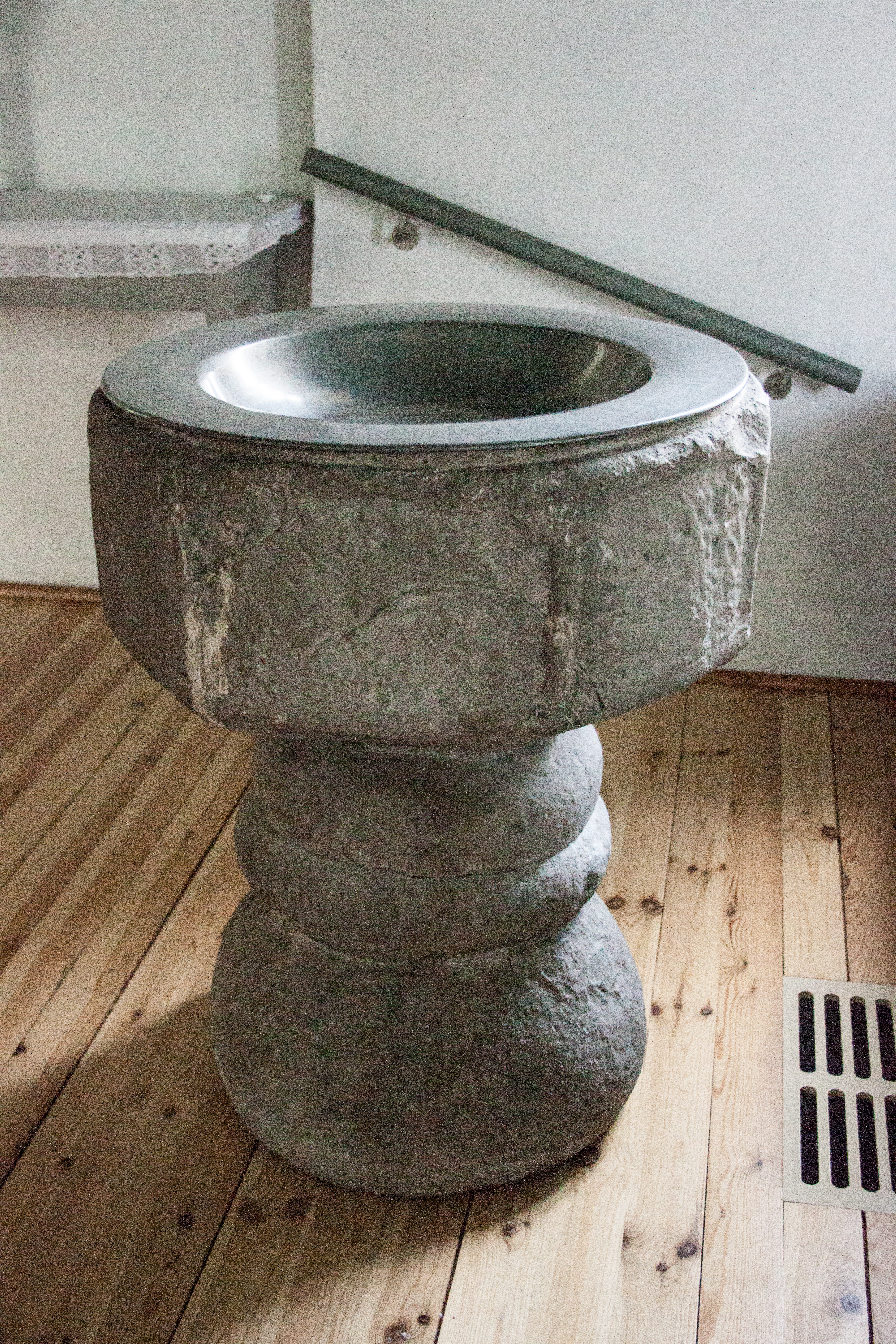
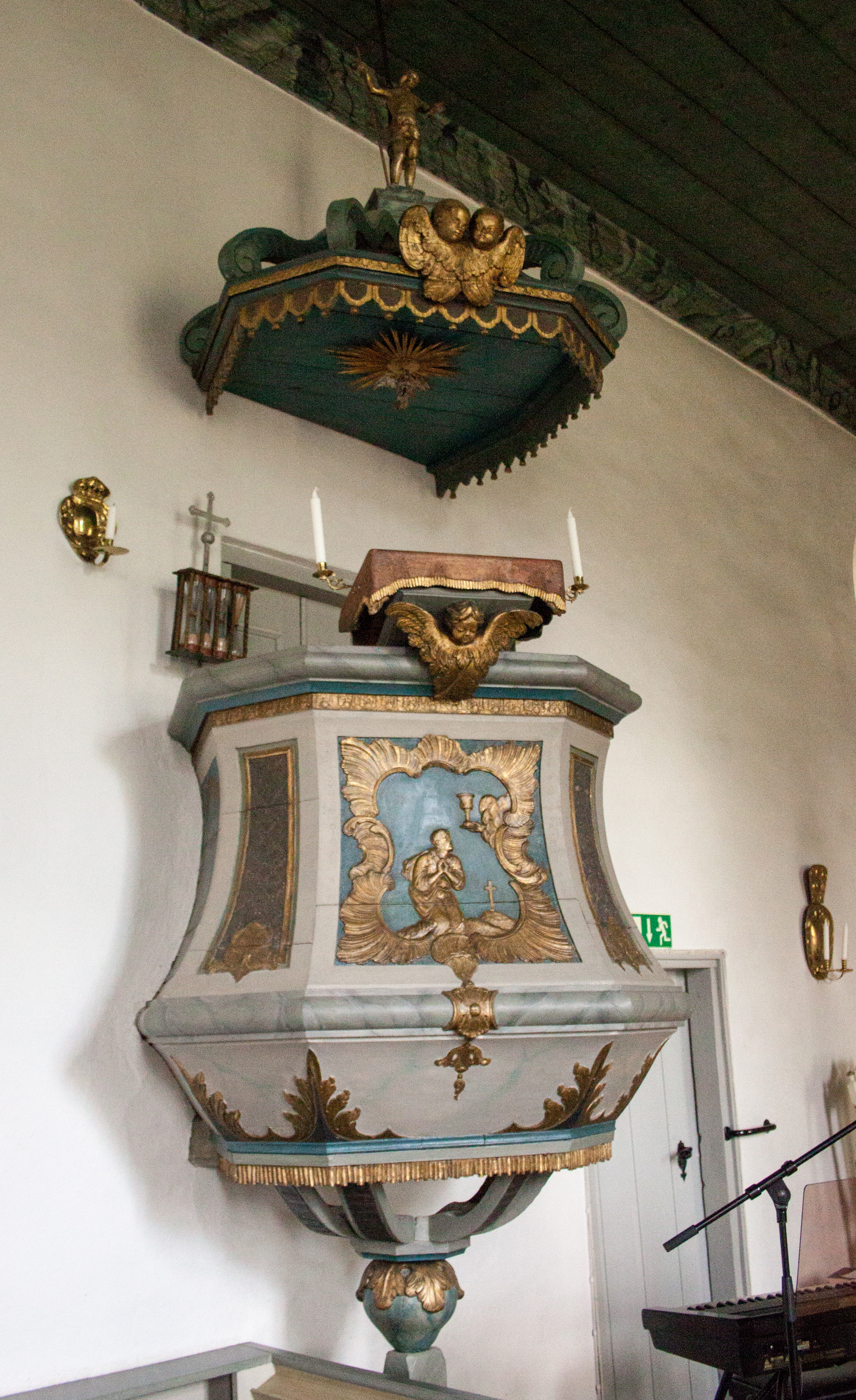
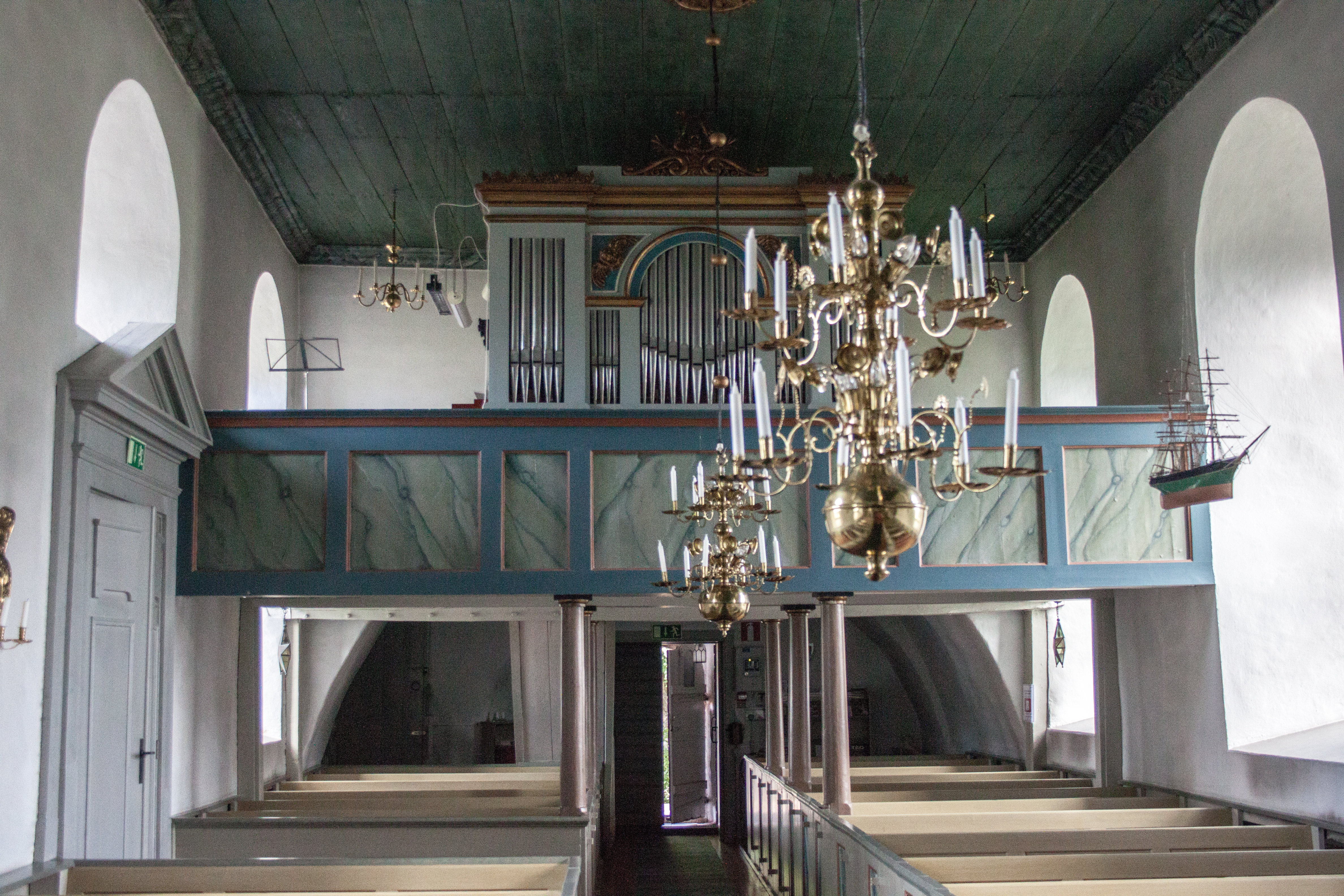

## Fordítás
- Ez a szócikk részben vagy egészben a Vuckleby kyrka című svéd Wikipédia-szócikk ezen változatának fordításán alapul.  Az eredeti cikk szerkesztőit annak laptörténete sorolja fel. Ez a jelzés csupán a megfogalmazás eredetét és a szerzői jogokat jelzi, nem szolgál a cikkben szereplő információk forrásmegjelöléseként.